# Gouvernorat de Qalyubiya
Le gouvernorat de Qalyubiya, aussi orthographié Kalyobiya, est un des gouvernorats de l'Égypte. Sa capitale est Benha.
Le gouvernorat est essentiellement rural mais il comprend aussi de nombreuses banlieues nord du Caire comme les villes de Khusus, Obour ou encore Shubra El-Kheima dans le sud du gouvernorat. Ces banlieues sont desservies par la seconde ligne du métro du Caire.

## Situation
Il se trouve au sud du delta du Nil, à l'est du fleuve qui forme pour partie sa frontière ouest.

## Activités économiques

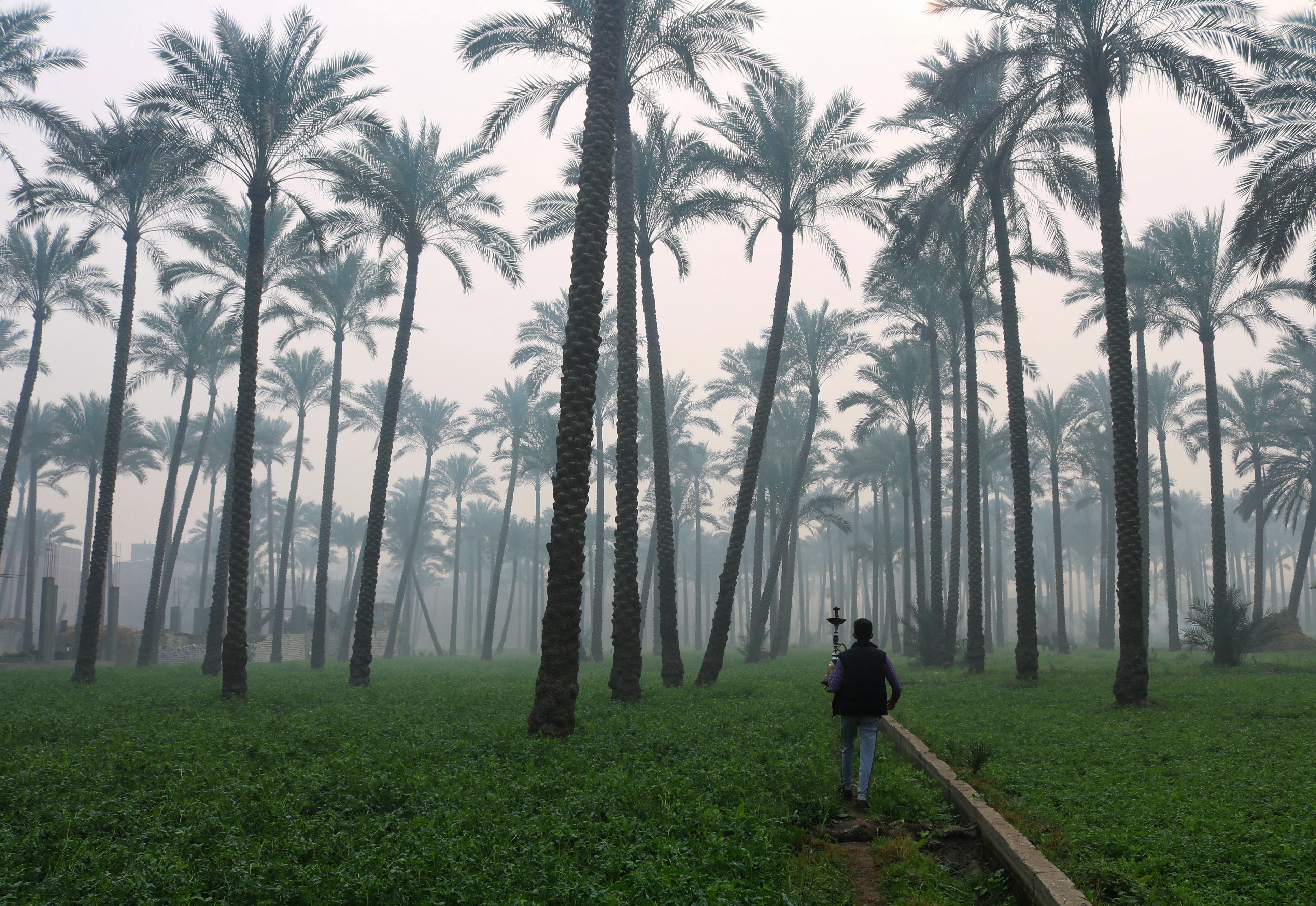
Terres agricoles dans le gouvernorat de Qalyubiya.

C'est une zone majoritairement consacrée à l'agriculture.
L'habitat y est dense, sous forme de villages éparpillés autour desquels sont cultivés de nombreuses parcelles géométriques de diverses cultures (céréales, maraîchages, fruits).
L'industrie est aussi présente, notamment dans le Shubra El-khema, et à Benha, Kaha, Qalyub et Khanka.
Le gouvernorat est traversé par une voie ferrée principale orientée Sud-Nord et par un long canal d'irrigation qui bénéficie de l'eau du Nil bloquée par plusieurs barrages situés au Nord-Est du Caire.
.